# Florian Carvalho
Florian Carvalho (* 9. März 1989 in Fontainebleau) ist ein französischer Leichtathlet, der sich auf den 1500-Meter-Lauf spezialisiert hat.

## Sportliche Laufbahn
Carvalho machte im Juniorenbereich vor allem im Crosslauf auf sich aufmerksam. Bei den Crosslauf-Europameisterschaften wurde er 2007 Zweiter und siegte 2008 im Juniorenrennen. In der Altersklasse U23 belegte er 2009 den vierten und 2010 den zweiten und 2011 den ersten Platz.
Bei den Halleneuropameisterschaften 2011 in Paris erreichte er im 3000-Meter-Lauf den achten Rang. Im selben Jahr wurde er in Ostrava U23-Europameister im 1500-Meter-Lauf.
Der internationale Durchbruch gelang Carvalho mit dem Gewinn der Silbermedaille im 1500-Meter-Lauf bei den Europameisterschaften 2012 in Helsinki. Bei den Olympischen Spielen in London konnte er sich allerdings nicht für das Finale qualifizieren. 2013 wurde er Fünfter über 3000 m bei den Halleneuropameisterschaften in Göteborg und Elfter über 1500 m bei den Weltmeisterschaften in Moskau.
Carvalho ist vierfacher Französischer Meister im 1500-Meter-Lauf (2011, 2012, 2013, 2016).

## Bestleistungen
- 800 m: 1:48,37 min, 16. Mai 2010, Montgeron
- 1500 m: 3:33,47 min, 6. Juli 2013, Saint-Denis